# Anneliese Dodds
Anneliese Jane Dodds (født 16. marts 1978) er en britisk politiker.
Hun har været medlem af parlamentet (MP) for Oxford East siden 2017 og var medlem af Europaparlamentet (MEP) for det sydøstlige England fra 2014 til 2017.